# Franz Heise (Bildhauer, 1856)

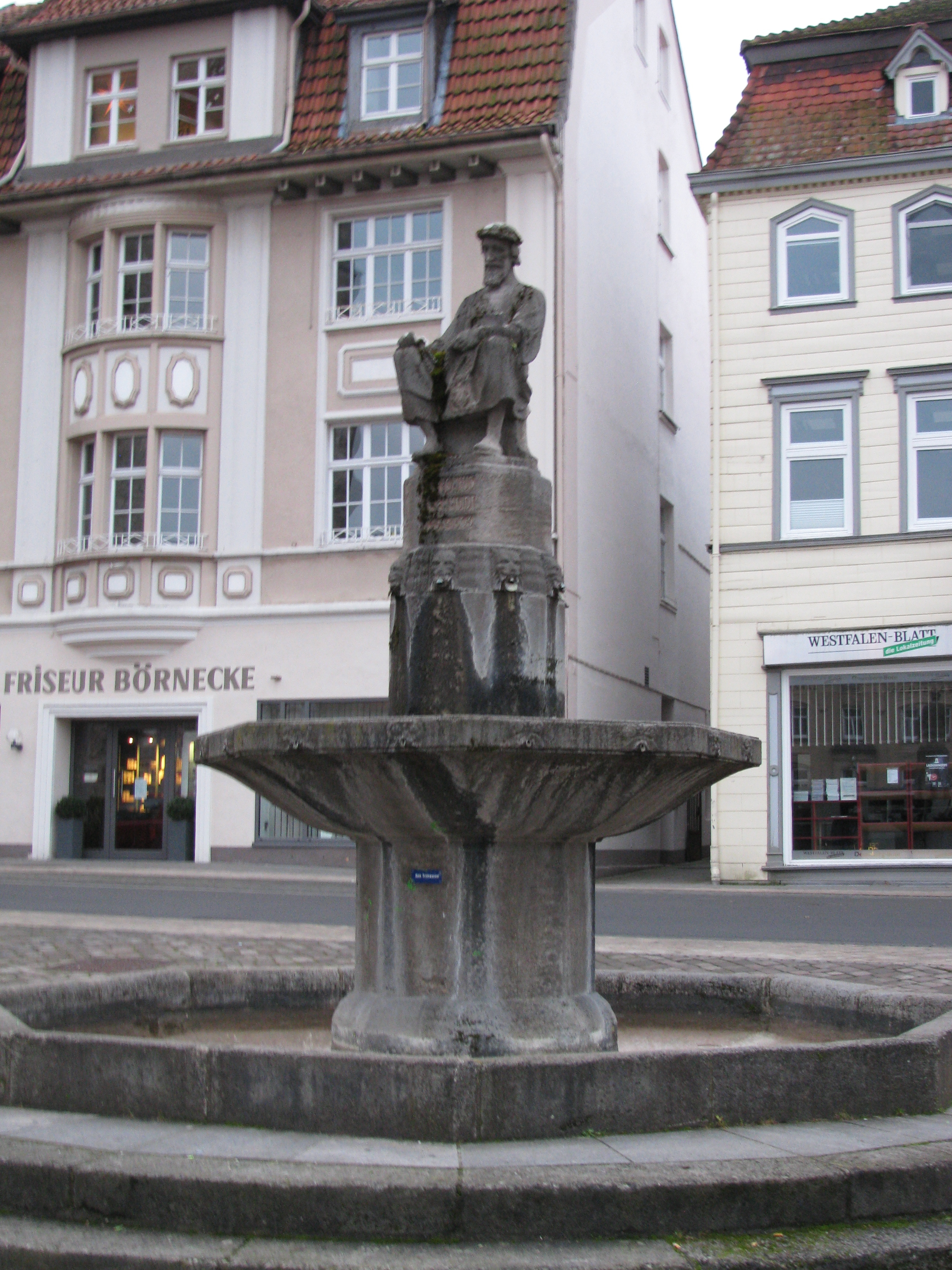
Eisenhoitbrunnen in Warburg von Franz Heise

Franz Heise (* 1856; † 1912) war ein deutscher Bildhauer.
Franz Heise hatte in Warburg ein „Atelier für kirchliche Kunst in Holz und Stein in allen Stilarten, Warburg, Inh. Franz Heise“. Er kam aus Münster dahin.
Sein 1911 geschaffenes Lautespielendes Mädchen verschwand 1987. Dieses wurde von Christina Jäkel-Stickeln 2019 nachgefertigt. Heise hatte seine Spuren hauptsächlich im westfälischen Raum hinterlassen.
Auch sein Sohn Josef Heise war als Bildhauer tätig, allerdings  in Weimar. Sein Sohn Carl Heise wurde Bildhauer, Architekt und Baumeister in Troisdorf. Heise hatte auch einen gleichnamigen Sohn, Franz Heise in Warburg (1891–1963), Die Liste der Baudenkmäler in Warburg verweist auf weitere Werke der Bildhauerfamilie Heise.

## Werke (Auswahl)
- 1911: Lautespielendes Mädchen, in Warburg
- 1913: Denkmal mit Springbrunnen für Antonius Eisenhoit, fertiggestellt nach seinem Tod, nach seinem Entwurf
- 1899: Arbeiten in der Nikolaikirche in Höxter; Hochaltar, Rosenkranzgruppe und Kanzel nebst den vier Evangelisten